# キップ・クリスチャンソン
キップ・クリスチャンソン（Kipp Christianson、1974年9月30日 - ）は、アメリカ合衆国の元バスケットボール選手であり、プロレスラー。ウィスコンシン州リバーフォールズ出身。WWE傘下のFCWにイーライ・コットンウッド（Eli Cottonwood）のリングネームで所属していた。

## 来歴
プロレスラーになる以前は、バスケットボール選手として活躍。スロバキア・ハンガリー・トルコ・リトアニア・中国など数カ国でプレー。NBAでは1998年にミルウォーキー・バックスとダラス・マーベリックスの2チームのキャンプに招待されたが、契約までとはいかなかった。
2008年、WWEと契約。傘下団体のFCWでトレーニングを積み、プロレスラーとしてデビュー。2009年8月に、リングネームをイーライ・コットンウッド（Eli Cottonwood）に変更。精神病患者のギミックとなり、アクサナとの恋愛ストーリーが組まれる。最初はストーカーの位置づけであり、それに嫌がっていたアクサナだが、最終的にはコットンウッドを受け入れる仲にまで発展した。
2010年、NXTのシーズン2にルーキーとして参加。ジョン・モリソンをプロに迎え、第7位という結果に終わった。NXTシーズン2が終了してからはFCWに戻りトレーニングを継続。2012年にはブレイ・ワイアットとサイコスリラー映画であるケープ・フィアーに基づいたギミックでアピールしたが、4月にリリースとなった。

## 得意技
- リバース・チョークスラム
- ビッグ・ブート

## 入場曲
- Activate